# Walsh College
Das Walsh College ist eine private amerikanische Business School in Troy, Michigan.

## Geschichte
Das College begann mit der Gründung des Walsh Institute of Accountancy. Gegründet wurde es durch den  Wirtschaftsprüfer Mervyn B. Walsh am 7. Juli 1922; am 18. September des Jahres wurden 23 Studenten in die ersten Kurse des Instituts eingeschrieben.
Als Walsh 1965 in den Ruhestand ging, hatte der Bundesstaat Michigan neue Anforderungen für den Bachelor-Abschluss verabschiedet, um als Kandidat bei der Prüfung zum Uniform Certified Public Accountant (CPA) teilzunehmen zu können. Zu dieser Zeit entwickelte sich Michigans Community-College-System und es wurde die Entscheidung getroffen, auf den Community Colleges aufzubauen und nicht mit ihnen zu konkurrieren, indem man ein sogenanntes „College der oberen Liga“ wurde.
Am 31. Dezember 1968 wurde das Walsh-Institute zu einem „College der oberen Liga“, das Junioren und Senioren, die zwei Jahre College abgeschlossen hatten, eine kaufmännische Ausbildung anbot. Das neue Walsh College für Buchhaltung und Betriebswirtschaftslehre schloss Partnerschaften mit den Community Colleges in Oakland und Macomb und legte 1970 den Grundstein für ein 10.000 Quadratmeter großes Gebäude in Troy, Michigan, in der Nähe beider Colleges. Community College-Partnerschaften entwickelten sich in den nächsten zwei Jahrzehnten weiter und Unternehmensleiter wurden eingeladen, zu unterrichten und Lehrpläne zu entwickeln.

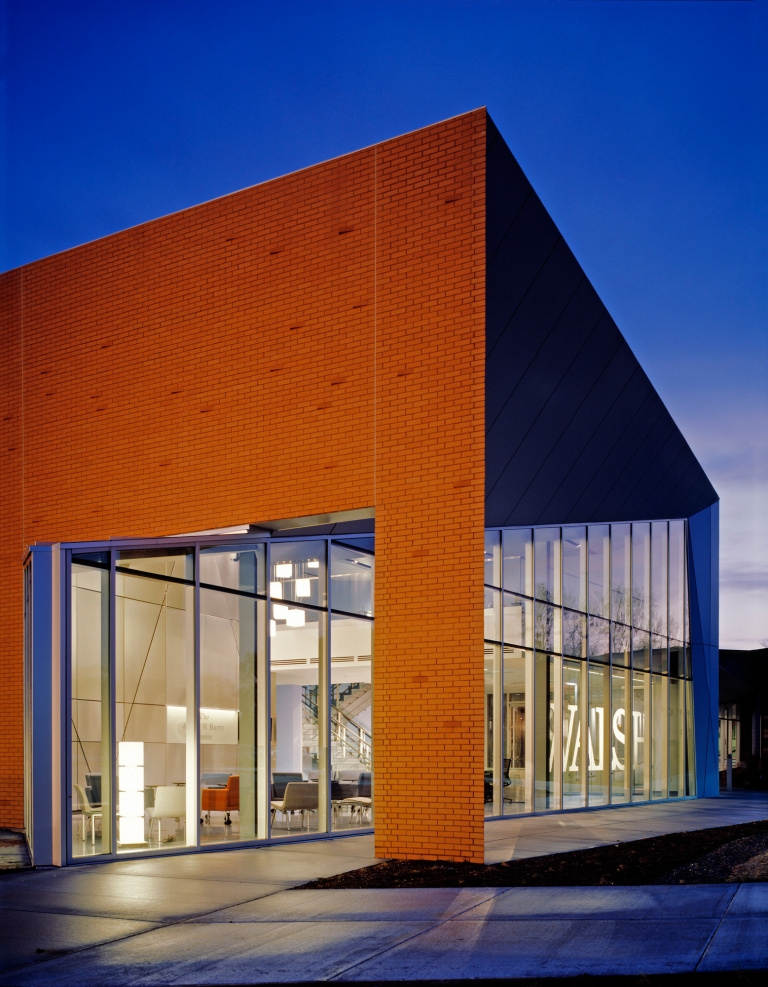
Jeffery W. Barry Center des Walsh College

Das College bot 1970 seine ersten Bachelor-Abschlüsse an, einen Bachelor of Accountancy und einen Bachelor of Business Administration. Der Master of Science in Taxation wurde 1974 angeboten. In den nächsten Jahren führte das College einen Master of Science in Professional Accountancy (1980), einen Master of Finance (1986) und einen Master of Management (1989) ein. In den 1990er Jahren baute das College seine Einrichtungen weiter aus, bot Kurse an anderen Standorten in der Metropole Detroit an und führte neue Abschlüsse und Online-Technologien ein, zum Beispiel den Master of Science in Informationsmanagement und Kommunikation (MSIMC) im Jahr 1996.
1998 wurde der Novi-Campus eröffnet und der Master of Business Administration (MBA) eingeführt. Im selben Jahr wurden die ersten Online-Kurse angeboten. 2001 erteilte die North Central Association of Colleges and Schools (NCA) dem Walsh College die Genehmigung, vollständige Online-Studiengänge anzubieten und gewährte dem College eine vollständige Verlängerung seiner Akkreditierung um zehn Jahre. Der erste vollständige Online-Abschluss, der Master of Science in Informationssicherung, wurde 2005 angeboten. Der Walsh-Lehrplan für Informationssicherheit entspricht den Industriestandards sowie den Spezifikationen der National Security Agency und des Department of Homeland Security. Seit 2003 haben diese Agenturen die Bezeichnung des Colleges als US-amerikanisches Zentrum für akademische Exzellenz für Information Assurance Education erneuert.
2006 erteilte die NCA dem College die Genehmigung, seinen ersten Doktorgrad, den Doctor of Management (DM) in Executive Leadership, anzubieten. Im Herbst 2007 traten die ersten Studenten in das Programm ein.